# Kate French
Kate French, född, 11 februari 1991, är en brittisk modern femkampare.

## Biografi
French tog en femteplats vid OS 2016, och tog guld vid OS 2020 i modern femkamp. Vid VM i modern femkamp 2013 tog hon guld i lagtävlingen. Hon är kvalificerad att delta vid OS 2024.